# Hekanofer

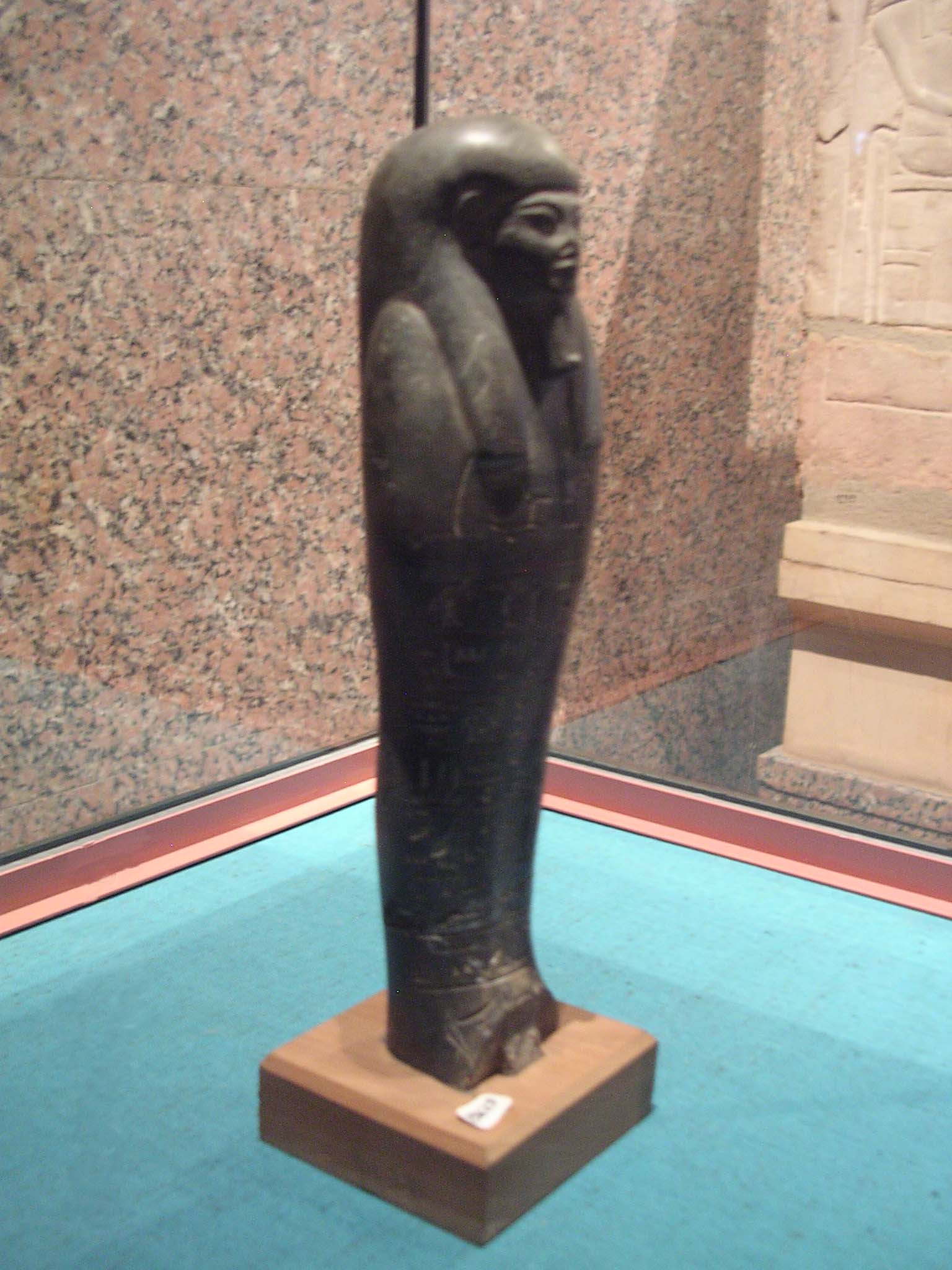
Hekanofer usébtije az asszuáni Núbiai Múzeumban

Hekanofer ókori egyiptomi hivatalnok volt az újbirodalmi XVIII. dinasztia idején, Tutanhamon uralkodása alatt.
Hekanofer helyi kormányzó volt Núbiában, a Miam főnöke címet viselte. Egyiptom az Újbirodalom idején hódította meg Alsó-Núbiát, és hatalma megszilárdítása végett a helyi előkelőségek közül nevezett ki kormányzókat. A legmagasabb rangú tisztségviselő Kús alkirálya volt, Hekanofer őalatta helyezkedhetett el a hierarchiában. Miam (a mai Aniba) alsó-núbiai város volt, regionális központ, tartományfőváros. Hekanofer rossz állapotban fennmaradt toskai sziklasírjából ismert, ahol egyiptomiként ábrázolják, emellett megjelenik az alkirály, Amenhotep Hui sírjában, a thébai TT40-ben is, ahol núbiai küldöttséget vezet és sötét bőrű núbiaiként ábrázolják, núbiai ruhában. A sírban más núbiai tisztviselők is szerepelnek, de egyedül Hekanofert nevezik meg, ami bizonyítja, hogy jelentős szerepet töltött be. Az, hogy núbiai sírjában, valamint felettese egyiptomi sírjában ennyire eltérően ábrázolják, kérdéseket vetett fel az egyiptológusok körében a núbiai helyi identitást illetően.

## Fordítás
- Ez a szócikk részben vagy egészben  a   Heqanefer című angol Wikipédia-szócikk ezen változatának fordításán alapul.  Az eredeti cikk szerkesztőit annak laptörténete sorolja fel. Ez a jelzés csupán a megfogalmazás eredetét és a szerzői jogokat jelzi, nem szolgál a cikkben szereplő információk forrásmegjelöléseként.